# قصر H
قصر ة (بالفارسية: کاخ ه) هو قصر تاريخي يعود إلى عصر أخمينيون، ويقع في مرودشت.